# Livintai (stacja kolejowa)
Livintai (ros. Ливинтай) – stacja kolejowa w pobliżu miejscowości Livintai, w rejonie koszedarskim, w okręgu kowieńskim, na Litwie. Położona jest na linii Koszedary – Radziwiliszki.
Dwutorowa linia z Koszedarów przechodzi tu w linię jednotorową.

## Historia
Przed II wojną światową przystanek kolejowy.